# China Times

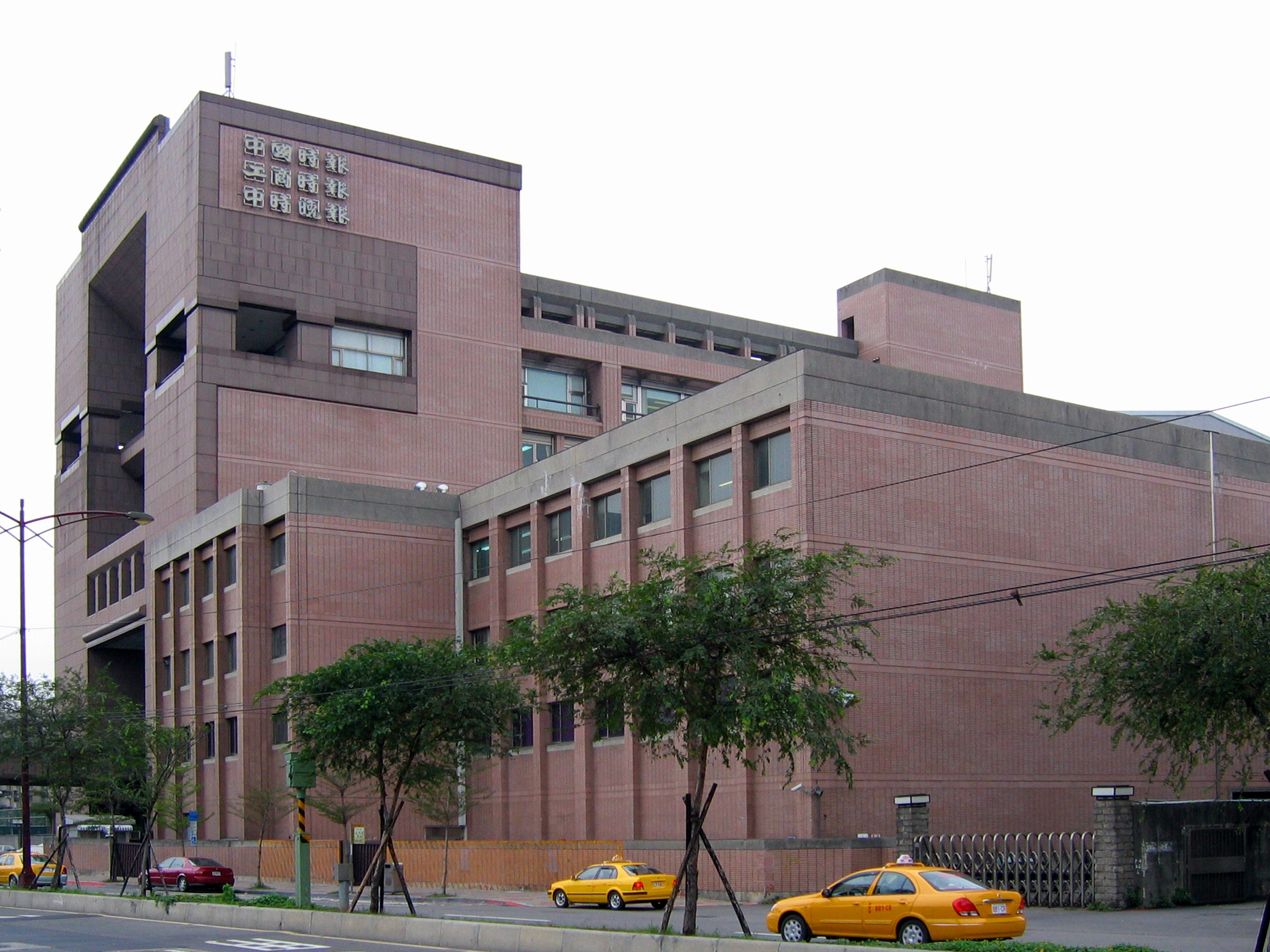
El edificio Times está ubicado en el número 303 de la avenida Menga, distrito de Wanhua, ciudad de Taipei.

El China Times (en chino tradicional, 中國時報; en chino simplificado, 中国时报; pinyin, Zhōngguó Shíbàoī; Wade-Giles, Chung-Kuo Shih-Pao; pehoeji: Tiong-kok-sî-pò) es un periódico publicado en la ciudad de Taipéi, República de China (Taiwán). Es uno de los cuatro periódicos más grandes que circulan en la ciudad, los otros son:El liberty times (自由時報), el United Daily News (聯合報) y el Apple Daily (蘋果日報). Es propiedad del China Times Group, que opera los canales de televisión China Television (中國電視公司) y Chung T'ien Television (Cti).
El periódico se imprime sólo en chino tradicional, el único sistema de caracteres de ese país.

## Historia
El China Times fue fundado en 1950 bajo el nombre de Credit News (徵信新聞), y se centró principalmente en los índices de precios. El nombre cambió el 1 de enero de 1960 a Credit Newspaper (徵信新聞報), un diario con una cobertura integral de noticias. La impresión en color se introdujo el 29 de marzo de 1968, el primer periódico en Asia para hacer el cambio. El 1 de septiembre de 1968, el nombre cambió de nuevo a China Times, actualmente con sede en el distrito Wanhua de Taipéi.
El fundador, Jizhong Yu (余紀忠), murió en 2002, dejando la presidencia a su segundo hijo, Jianxin Yu (余建新), la hija mayor Fanying Yu, es la vicepresidenta.
En 2008, el Grupo China Times fue vendido a la Want Want Holdings Limited (旺旺集團), el mayor fabricante de pasta de arroz en Taiwán.